# Ľutina
Ľutina je obec na Slovensku v okrese Sabinov. První písemná zmínka o obci pochází z roku 1330. Žije zde 483 obyvatel.
Ľutina je největším poutním místem řeckokatolické církve na Slovensku. Odpusty se zde konají v srpnu u příležitosti svátku Zesnutí přesvaté Bohorodičky. Odpustový chrám má titul baziliky minor, jako jeden ze dvou řeckokatolických chrámů na Slovensku (společně s bazilikou minor sestoupení Svatého Ducha v Michalovcích).